# برازيليون أفارقة
أفارقة برازيليون أو برازيليون من أصل أفريقي هُم البرازيليين ذوي البشرة السوداء والتي تعود أصولهم إلى أفريقيا. ويشكلون نسبة 7.61% من سكان البرازيل ويبلغ عددهم في البرازيل حوالي 15 مليون نسمة وهي ثاني أكثر دولة يتواجد فيها الأفارقة بعد الولايات المتحدة خارج قارة أفريقيا وقد ظهر من الأفارقة في البرازيل عدة أسماء لامعة وخاصةً في رياضة كرة القدم، منهم أسطورة كرة القدم البرازيلية بيليه والذي يعد أفضل لاعب كرة قدم في التاريخ مع الأرجنيتني دييغو مارادونا وكذلك رونالدينهو وروبينهو.
ويتحدثون باللغة البرتغالية، ويعتنق أغلبهم المسيحية بمذهبها الكاثوليكي ويوجد أيضاً بروتستانت وأديان أفريقيا المحلية ولا دينيين.

## معرض صور

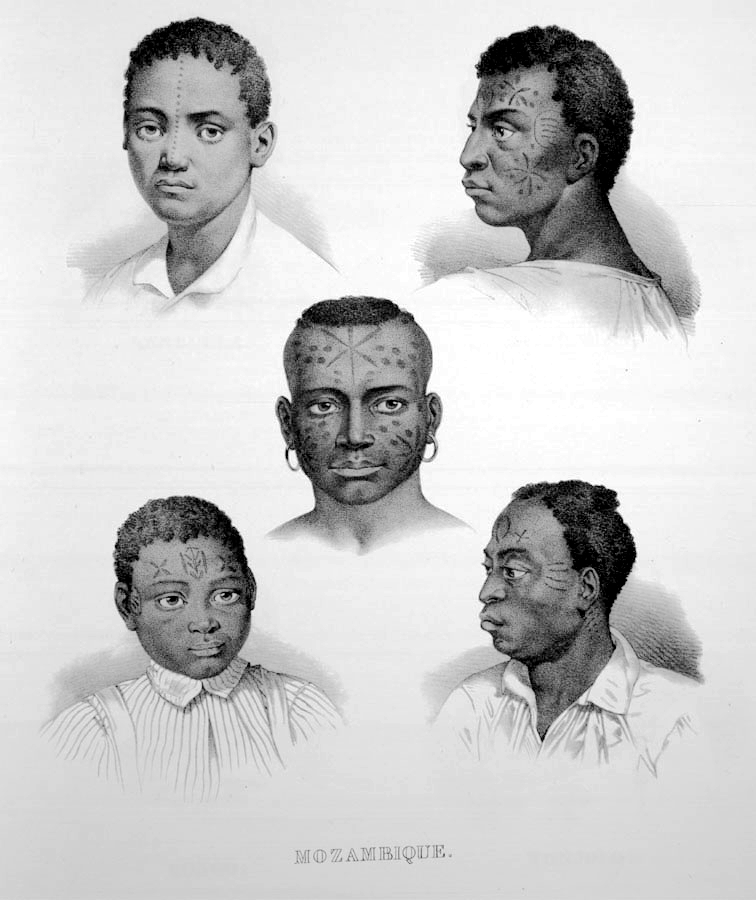
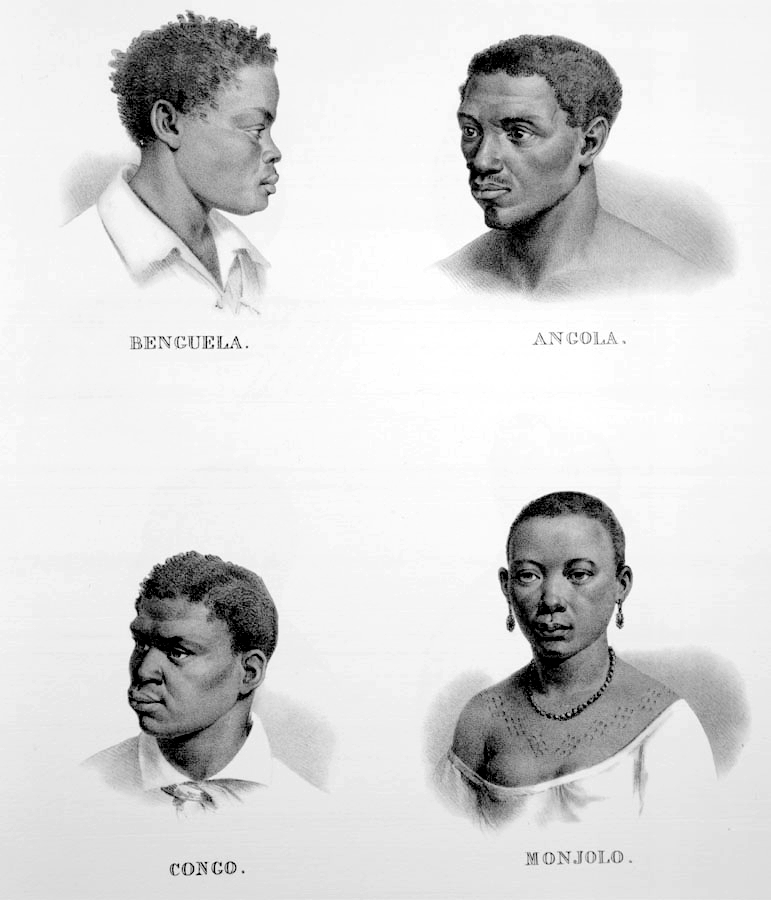
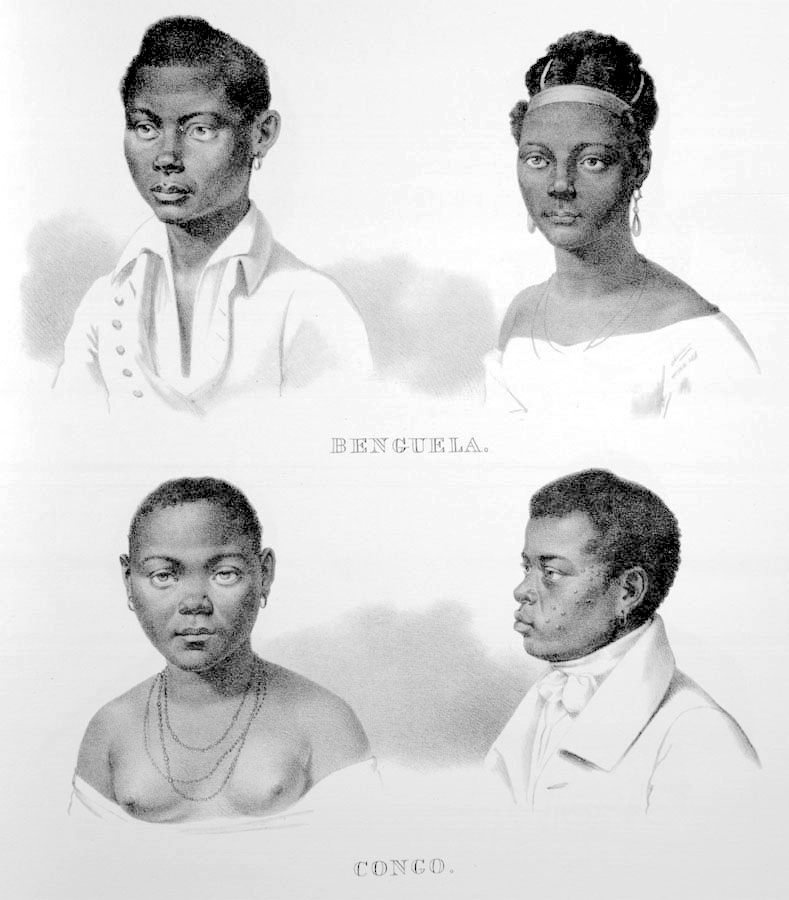
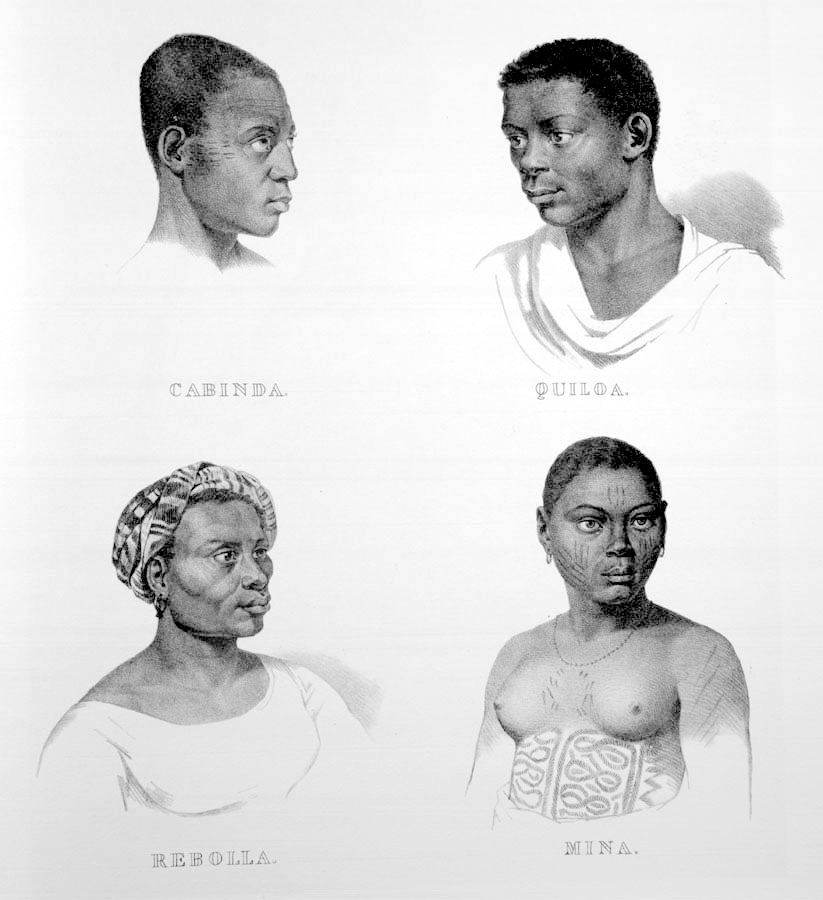